# Persavon (marque)
Persavon (anciennement Père Savon) est une marque de savons appartenant à la société Alliance.

## Histoire
La marque Père Savon est créée par Lesieur en 1911. Le savon est alors fabriqué dans l'usine historique de Lesieur, à Coudekerque-Branche. 
En 1950, La marque est renommée Persavon. L'année suivante, elle triple ses ventes et atteint 6% du marché.
En 1967, Lesieur et Cotelle et Foucher se rapprochent, et regroupent leurs marques de produits d'hygiène dans une filiale commune, Lesieur-Cotelle.
Puis en 1987, les activités de Lesieur-Cotelle sont vendues : c'est Colgate-Palmolive qui rachète Persavon.
Savonnerie et parfumerie Bernard rachète la marque à Colgate en 1991, et la revend en 2005 aux Laboratoires Vendôme.